# فهرست قسمت‌های بهتره با سال تماس بگیری
بهتره با سال تماس بگیری یک مجموعه تلویزیونی درام آمریکایی است که توسط وینس گیلیگان و پیتر گولد ساخته شد و از شبکه ای‌ام‌سی پخش شد. این یک اسپین‌آف از مجموعه قبلی گیلیگان، بریکینگ بد (۲۰۰۸–۲۰۱۳) است که هم به‌عنوان پیش‌آیند و هم دنباله آن عمل می‌کند. این سریال که عمدتاً در نیمه اول دهه ۲۰۰۰ در البوکرکی، نیومکزیکو اتفاق می‌افتد، جیمی مک‌گیل (باب ادنکیرک)، یک وکیل جدی و کلاهبردار سابق را به یک وکیل مدافع جنایی خودمحور معروف به سال گودمن تبدیل می‌کند. همچنین افول اخلاقی افسر پلیس سابق مایک ارمنتراوت (جاناتان بنکس) نشان داده شده است، که برای حمایت از نوه‌اش و مادر بیوه‌اش تبدیل به یک کارچاق‌کن خشن برای قاچاقچیان مواد مخدر می‌شود.

## فهرست کلی
| فصل | قسمت‌ها | قسمت‌ها | تاریخ اصلی روی آنتن رفتن | تاریخ اصلی روی آنتن رفتن |
| فصل | قسمت‌ها | قسمت‌ها | اولین بار                | آخرین بار                |
| --- | ------ | ------ | ------------------------ | ------------------------ |
| ۱   | ۱۰     | ۱۰     | ۸ فوریه ۲۰۱۵             | ۶ آوریل ۲۰۱۵             |
| ۲   | ۱۰     | ۱۰     | ۱۵ فوریه ۲۰۱۶            | ۱۸ آوریل ۲۰۱۶            |
| ۳   | ۱۰     | ۱۰     | ۱۰ آوریل ۲۰۱۷            | ۱۹ ژوئن ۲۰۱۷             |
| ۴   | ۱۰     | ۱۰     | ۶ اوت ۲۰۱۸               | ۸ اکتبر ۲۰۱۸             |
| ۵   | ۱۰     | ۱۰     | ۲۳ فوریه ۲۰۲۰            | ۲۰ آوریل ۲۰۲۰            |
| ۶   | ۱۳     | ۷      | ۱۸ آوریل ۲۰۲۲            | ۲۳ مه ۲۰۲۲               |
| ۶   | ۱۳     | ۶      | ۱۱ ژوئیه ۲۰۲۲            | ۱۵ اوت ۲۰۲۲              |

## قسمت‌ها

### فصل ۱ (۲۰۱۵)
اولین فصل در ۸ فوریه ۲۰۱۵ در ای‌ام‌سی پخش شد و در ۶ آوریل به پایان رسید. این فصل قرار بود در سال ۲۰۱۴ منتشر شود اما به تعویق افتاد.
| شم. کلی | شم. در فصل | عنوان               | کارگردان       | نویسنده                  | تاریخ انتشار اصلی | آمریکا تعداد بیننده (میلیون) |
| ------- | ---------- | ------------------- | -------------- | ------------------------ | ----------------- | ---------------------------- |
| ۱       | ۱          | «یک»                | وینس گیلیگان   | وینس گیلیگان و پیتر گولد | ۸ فوریه ۲۰۱۵      | ۶٫۸۸                         |
| ۲       | ۲          | «میهو»              | میشل مک‌لارن    | پیتر گولد                | ۹ فوریه ۲۰۱۵      | ۳٫۴۲                         |
| ۳       | ۳          | «ناچو»              | تری مک‌دانا     | توماس اشنوز              | ۱۶ فوریه ۲۰۱۵     | ۳٫۲۳                         |
| ۴       | ۴          | «قهرمان»            | کالین باکسی    | جنیفر هاتچیسون           | ۲۳ فوریه ۲۰۱۵     | ۲٫۸۷                         |
| ۵       | ۵          | «پسر چوپان آلپاینی» | نیکول کاسل     | بردلی پل                 | ۲ مارس ۲۰۱۵       | ۲٫۷۱                         |
| ۶       | ۶          | «فایو-او»           | آدام برنشتاین  | گوردون اسمیت             | ۹ مارس ۲۰۱۵       | ۲٫۵۷                         |
| ۷       | ۷          | «بینگو»             | لاریسا کندراکی | جنیفر هاچیسون            | ۱۶ مارس ۲۰۱۵      | ۲٫۶۷                         |
| ۸       | ۸          | «ریکو»              | کالین باکسی    | گوردون اسمیت             | ۲۳ مارس ۲۰۱۵      | ۲٫۸۷                         |
| ۹       | ۹          | «پیمنتو»            | توماس اشنوز    | توماس اشنوز              | ۳۰ مارس ۲۰۱۵      | ۲٫۳۸                         |
| ۱۰      | ۱۰         | «مارکو»             | پیتر گولد      | پیتر گولد                | ۶ آوریل ۲۰۱۵      | ۲٫۵۳                         |

### فصل ۲ (۲۰۱۶)
فصل دوم از ۱۵ فوریه ۲۰۱۶ تا ۱۸ آوریل پخش شد. فصل دوم سیزده قسمتی قبل از انتشار فصل اول سفارش داده شد. با این حال، در نوامبر ۲۰۱۵، این فصل به ۱۰ قسمت کاهش یافت.
| شم. کلی | شم. در فصل | عنوان           | کارگردان       | نویسنده                    | تاریخ انتشار اصلی | U.S. تعداد بیننده (میلیون) |
| ------- | ---------- | --------------- | -------------- | -------------------------- | ----------------- | -------------------------- |
| ۱۱      | ۱          | «تعویض»         | توماس اشنوز    | توماس اشنوز                | ۱۵ فوریه ۲۰۱۶     | ۲٫۵۷                       |
| ۱۲      | ۲          | «کابلر»         | تری مک‌دانا     | جنیفر هاتچیسون             | ۲۲ فوریه ۲۰۱۶     | ۲٫۲۳                       |
| ۱۳      | ۳          | «آماریلو»       | اسکات وینانت   | جاناتان گلاتزر             | ۲۹ فوریه ۲۰۱۶     | ۲٫۲۰                       |
| ۱۴      | ۴          | «دستکش‌ها بیرون» | آدام برنشتاین  | گوردون اسمیت               | ۷ مارس ۲۰۱۶       | ۲٫۲۰                       |
| ۱۵      | ۵          | «ربکا»          | جان شیبان      | آن چرکیس                   | ۱۴ مارس ۲۰۱۶      | ۱٫۹۹                       |
| ۱۶      | ۶          | «بالی‌های»       | مایکل اسلوویس  | جنیفر هاتچیسون             | ۲۱ مارس ۲۰۱۶      | ۲٫۱۱                       |
| ۱۷      | ۷          | «باد شدنی»      | کالین باکسی    | گوردون اسمیت               | ۲۸ مارس ۲۰۱۶      | ۲٫۰۳                       |
| ۱۸      | ۸          | «فیفی»          | لاریسا کندراکی | توماس اشنوز                | ۴ آوریل ۲۰۱۶      | ۱٫۹۳                       |
| ۱۹      | ۹          | «میخکوب شده»    | پیتر گولد      | پیتر گولد                  | ۱۱ آوریل ۲۰۱۶     | ۲٫۰۶                       |
| ۲۰      | ۱۰         | «کلیک»          | وینس گیلیگان   | هیتر ماریون و وینس گیلیگان | ۱۸ آوریل ۲۰۱۶     | ۲٫۲۶                       |

### فصل ۳ (۲۰۱۷)
فصل سوم در ۱۰ آوریل ۲۰۱۷ آغاز شد و در ۱۹ ژوئن به پایان رسید.
| شم. کلی | شم. در فصل | عنوان                | کارگردان      | نویسنده                  | تاریخ انتشار اصلی | آمریکا تعداد بیننده (میلیون) |
| ------- | ---------- | -------------------- | ------------- | ------------------------ | ----------------- | ---------------------------- |
| ۲۱      | ۱          | «میبل»               | وینس گیلیگان  | وینس گیلیگان و پیتر گولد | ۱۰ آوریل ۲۰۱۷     | ۱٫۸۱                         |
| ۲۲      | ۲          | «شاهد»               | وینس گیلیگان  | توماس اشنوز              | ۱۷ آوریل ۲۰۱۷     | ۱٫۴۶                         |
| ۲۳      | ۳          | «هزینه‌های نابرگشتنی» | جان شیبان     | جنیفر هاتچیسون           | ۲۴ آوریل ۲۰۱۷     | ۱٫۵۲                         |
| ۲۴      | ۴          | «خوش‌مزه»             | توماس اشنوز   | جاناتان گلاتزر           | ۱ مه ۲۰۱۷         | ۱٫۵۶                         |
| ۲۵      | ۵          | «حیله‌گری»            | دانیل سکهایم  | گوردون اسمیت             | ۸ مه ۲۰۱۷         | ۱٫۷۶                         |
| ۲۶      | ۶          | «بی برند»            | کیث گوردن     | آن چرکیس                 | ۱۵ مه ۲۰۱۷        | ۱٫۷۲                         |
| ۲۷      | ۷          | «مخارج»              | توماس اشنوز   | توماس اشنوز              | ۲۲ مه ۲۰۱۷        | ۱٫۶۵                         |
| ۲۸      | ۸          | «لغزش»               | آدام برنشتاین | هیتر ماریون              | ۵ ژوئن ۲۰۱۷       | ۱٫۶۳                         |
| ۲۹      | ۹          | «سقوط»               | مینکی اسپیرو  | گوردون اسمیت             | ۱۲ ژوئن ۲۰۱۷      | ۱٫۴۷                         |
| ۳۰      | ۱۰         | «فانوس»              | پیتر گولد     | جنیفر هاتچیسون           | ۱۹ ژوئن ۲۰۱۷      | ۱٫۸۵                         |

### فصل ۴ (۲۰۱۸)
پخش فصل چهارم در ۶ اوت ۲۰۱۸ آغاز شد و در ۸ اکتبر به پایان رسید.
| شم. کلی | شم. در فصل | عنوان          | کارگردان       | نویسنده                  | تاریخ انتشار اصلی | آمریکا تعداد بیننده (میلیون) |
| ------- | ---------- | -------------- | -------------- | ------------------------ | ----------------- | ---------------------------- |
| ۳۱      | ۱          | «دود»          | مینکی اسپیرو   | پیتر گولد                | ۶ اوت ۲۰۱۸        | ۱٫۷۷                         |
| ۳۲      | ۲          | «تنفس»         | میشل مک‌لارن    | توماس اشناوز             | ۱۳ اوت ۲۰۱۸       | ۱٫۵۵                         |
| ۳۳      | ۳          | «چیزی زیبا»    | دانیل ساکهیم   | گوردون اسمیت             | ۲۰ اوت ۲۰۱۸       | ۱٫۵۱                         |
| ۳۴      | ۴          | «حرف زدن»      | جان شیبان      | هیتر ماریون              | ۲۷ اوت ۲۰۱۸       | ۱٫۵۳                         |
| ۳۵      | ۵          | «عجب دورانی»   | مایکل موریس    | آن چرکیس                 | ۳ سپتامبر ۲۰۱۸    | ۱٫۵۳                         |
| ۳۶      | ۶          | «پینیاتا»      | اندرو استانتون | جنیفر هاچیسون            | ۱۰ سپتامبر ۲۰۱۸   | ۱٫۴۰                         |
| ۳۷      | ۷          | «چیزی احمقانه» | دبورا چاو      | آلیسون تاتلاک            | ۱۷ سپتامبر ۲۰۱۸   | ۱٫۳۵                         |
| ۳۸      | ۸          | «کوشاتا»       | جیم مک‌کی       | گوردون اسمیت             | ۲۴ سپتامبر ۲۰۱۸   | ۱٫۳۷                         |
| ۳۹      | ۹          | «خداحافظ»      | وینس گیلیگان   | جنیفر هاچیسون            | ۱ اکتبر ۲۰۱۸      | ۱٫۳۵                         |
| ۴۰      | ۱۰         | «برنده»        | آدام برنشتاین  | پیتر گولد و توماس اشناوز | ۸ اکتبر ۲۰۱۸      | ۱٫۵۳                         |

### فصل ۵ (۲۰۲۰)
فصل پنجم از ۲۳ فوریه ۲۰۲۰ تا ۲۰ آوریل پخش شد.
| شم. کلی | شم. در فصل | عنوان               | کارگردان       | نویسنده               | تاریخ انتشار اصلی | آمریکا تعداد بیننده (میلیون) |
| ------- | ---------- | ------------------- | -------------- | --------------------- | ----------------- | ---------------------------- |
| ۴۱      | ۱          | «شعبده باز»         | برانون هیوز    | پیتر گولد             | ۲۳ فوریه ۲۰۲۰     | ۱٫۶۰                         |
| ۴۲      | ۲          | «۵۰٪ تخفیف»         | نوربرتو باربا  | آلیسون تاتلاک         | ۲۴ فوریه ۲۰۲۰     | ۱٫۰۶                         |
| ۴۳      | ۳          | «مردی برای این کار» | مایکل موریس    | آن چرکیس              | ۲ مارس ۲۰۲۰       | ۱٫۱۸                         |
| ۴۴      | ۴          | «ناماسته»           | گوردون اسمیت   | گوردون اسمیت          | ۹ مارس ۲۰۲۰       | ۱٫۲۲                         |
| ۴۵      | ۵          | «تقدیم به مکس»      | جیم مک‌کی       | هیتر ماریون           | ۱۶ مارس ۲۰۲۰      | ۱٫۴۵                         |
| ۴۶      | ۶          | «وکسلر علیه گودمن»  | مایکل موریس    | توماس اشناوز          | ۲۳ مارس ۲۰۲۰      | ۱٫۴۰                         |
| ۴۷      | ۷          | «جی‌ام‌ام»            | ملیسا برنشتاین | آلیسون تاتلاک         | ۳۰ مارس ۲۰۲۰      | ۱٫۳۰                         |
| ۴۸      | ۸          | «خلافکار»           | وینس گیلیگان   | گوردون اسمیت          | ۶ آوریل ۲۰۲۰      | ۱٫۴۲                         |
| ۴۹      | ۹          | «مسیر انتخاب بد»    | توماس اشناوز   | توماس اشناوز          | ۱۳ آوریل ۲۰۲۰     | ۱٫۵۱                         |
| ۵۰      | ۱۰         | «چیزی نابخشودنی»    | پیتر گولد      | پیتر گولد و آریل لوین | ۲۰ آوریل ۲۰۲۰     | ۱٫۵۹                         |

### فصل ۶ (۲۰۲۲)
فصل ششم به دو بخش تقسیم شد، بخش اول از ۱۸ آوریل ۲۰۲۲ تا ۲۳ مه پخش شد. بخش دوم در ۱۱ ژوئیه شروع شد و قسمت پایانی سریال در ۱۵ اوت پخش شد.
| Part One |    |                     |                   |                          |               |      |
| ۵۱       | ۱  | «شراب و گل رز»      | مایکل موریس       | پیتر گولد                | ۱۸ آوریل ۲۰۲۲ | ۱٫۴۲ |
| ۵۲       | ۲  | «چماق و هویج»       | وینس گیلیگان      | توماس اشناوز و آریل لوین | ۱۸ آوریل ۲۰۲۲ | ۱٫۱۶ |
| ۵۳       | ۳  | «صخره و مکان سخت»   | گوردون اسمیت      | گوردون اسمیت             | ۲۵ آوریل ۲۰۲۲ | ۱٫۱۶ |
| ۵۴       | ۴  | «بزن و فرار کن»     | رئا سیهورن        | آن چرکیس                 | ۲ مه ۲۰۲۲     | ۱٫۱۶ |
| ۵۵       | ۵  | «سیاه و آبی»        | ملیسا برنشتاین    | آلیسون تاتلاک            | ۹ مه ۲۰۲۲     | ۱٫۲۲ |
| ۵۶       | ۶  | «تبر و آسیاب»       | جانکارلو اسپوزیتو | آریل لوین                | ۱۶ مه ۲۰۲۲    | ۱٫۱۳ |
| ۵۷       | ۷  | «برنامه‌ریزی و اجرا» | توماس اشناوز      | توماس اشناوز             | ۲۳ مه ۲۰۲۲    | ۱٫۱۹ |
| Part Two |    |                     |                   |                          |               |      |
| ۵۸       | ۸  | «نشانه و شلیک»      | وینس گیلیگان      | گوردون اسمیت             | ۱۱ ژوئیه ۲۰۲۲ | ۱٫۱۶ |
| ۵۹       | ۹  | «سرگرمی و بازی»     | مایکل موریس       | آن چرکیس                 | ۱۸ ژوئیه ۲۰۲۲ | ۱٫۲۲ |
| ۶۰       | ۱۰ | «تند و تیز»         | میشل مک‌لارن       | آلیسون تاتلاک            | ۲۵ ژوئیه ۲۰۲۲ | ۱٫۲۰ |
| ۶۱       | ۱۱ | «بریکینگ بد»        | توماس اشناوز      | توماس اشناوز             | ۱ اوت ۲۰۲۲    | ۱٫۳۴ |
| ۶۲       | ۱۲ | «گریه زاری»         | وینس گیلیگان      | وینس گیلیگان             | ۸ اوت ۲۰۲۲    | ۱٫۳۲ |
| ۶۳       | ۱۳ | «سال رفت»           | پیتر گولد         | پیتر گولد                | ۱۵ اوت ۲۰۲۲   | ۱٫۸۰ |